# 双重协奏曲 (勃拉姆斯)

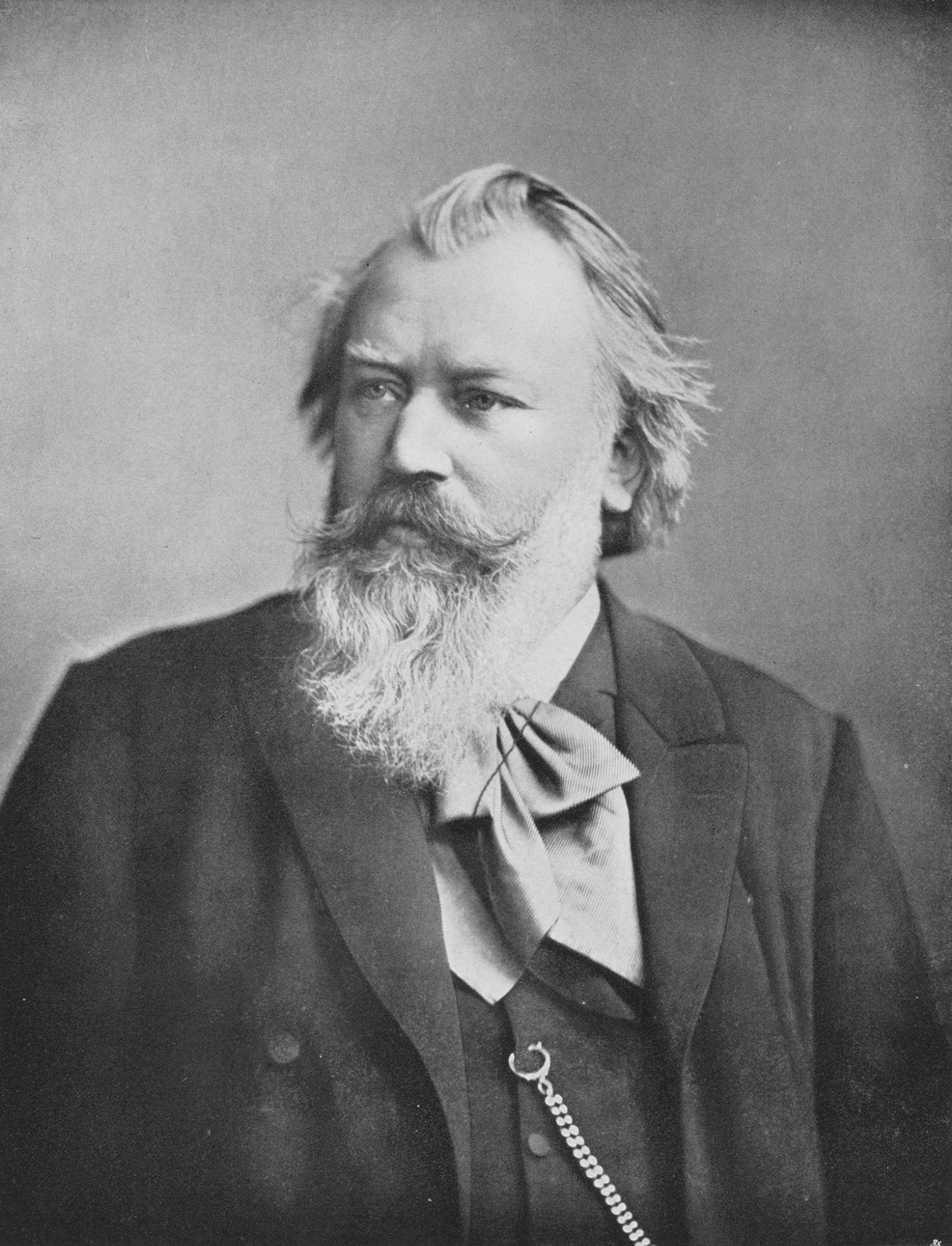
勃拉姆斯在创作《双协奏曲》时期时的肖像

A小调双重协奏曲，作品102，是约翰内斯·勃拉姆斯为小提琴、大提琴和管弦乐队创作的协奏曲。

## 背景
这首双重协奏曲是勃拉姆斯为管弦乐队创作的最后一部作品。创作于1887年夏天，并于当年10月18日在德国科隆的居策尼希廳（Gürzenichsaal）首次演出。据说，由于对于乐器不很了解，勃拉姆斯在写作时感到有些焦虑。
这部作品是勃拉姆斯为大提琴演奏家羅伯特·豪斯曼 和他的老朋友，小提琴家约瑟夫·约阿希姆而写的。兩人亦是科隆首演的獨奏者。
协奏曲利用音乐主题A-E-F，这是F-A-E的一个排列，而F-A-E代表了约瑟夫约阿希姆的座右铭“自由但孤独”（Frei aber einsam）。

## 分析

### 配器
- 獨奏小提琴
- 獨奏大提琴

| - 木管 - 長笛：2 - 雙簧管：2 - 單簧管：2 - 低音管：2 | - 銅管 - 法國號：4 - 小號：2 | - 定音鼓 | - 弦樂器 |

依照工具書《管弦樂作品手冊》指示，上述之配器可簡記為"2 2 2 2—4 2 0 0—tmp—str"。

### 结构
和典型的协奏曲类似, 这部作品由快 - 慢 - 快三个乐章组成：快板（A 小调）、行板（D 大调），以及不太过分的快板（A 小调转A 大调）。

## 评论
约阿希姆和豪斯曼在1887-88年期间的音乐会上多次演奏了这首协奏曲，并由勃拉姆斯担任指挥。勃拉姆斯将手稿题赠给约阿希姆，上面的题字是“为他而做”。 不过克拉拉·舒曼对协奏曲却并不欣赏，认为这部作品“对乐器而言并不出色”。理查德·斯佩奇特也批评这首协奏曲，将其描述为“勃拉姆斯最难以接受和没有欢乐的作品之一”。 据说勃拉姆斯曾经为小提琴和大提琴写过第二首协奏曲，但在受到负面的评价后销毁了他的作品。不过后来的评论家们对这部作品的评价甚好：唐纳德·托维曾经写道，协奏曲具有“巨大而彻底的幽默”。 这部作品所面对的主要阻碍是它一直要求两位才华横溢而且同样出色的独奏家。

## 外部連結
- 勃拉姆斯双重协奏曲：国际乐谱典藏计划上的乐谱